# Elle est d'ailleurs (chanson)
Pour album dont il est extrait, voir Elle est d'ailleurs.
Singles de Pierre Bachelet
Just Because of You
(1979) Les Corons
(1982)
Elle est d'ailleurs est une chanson de Pierre Bachelet (avec des paroles de Jean-Pierre Lang) publiée sur l'album du même nom en 1980.  C'est le premier single de l'album.

## Liste des titres
| A. | Besoin d'amour | 4:00 |
| B. | Carnaval       | 4:18 |

## Accueil commercial
Premier extrait à sortir en 45 tours, la chanson devient un tube de l'été, se classant à la deuxième place du hit-parade du 27 juin au 31 juillet 1981. Finalement, le single s'est vendu à plus d'un million d'exemplaires, qui lui permet de se hisser dans les dix meilleures ventes de singles de l'année 1981.
Il a été certifié disque de platine par le Syndicat national de l'édition phonographique avec plus de 1 000 000 de 45 tours vendus.

## Classements et certifications
| Classement (1981) | Meilleure position |
| ----------------- | ------------------ |
| France (IFOP)     | 2                  |

| Classement (1981) | Position |
| ----------------- | -------- |
| France (SNEP)     | 6        |

### Certifications
| Pays          | Certification | Date | Ventes certifiées |
| ------------- | ------------- | ---- | ----------------- |
| France (SNEP) | Platine       | 1981 | 1 000 000         |

## Reprises
Cette chanson fera l'objet d'une réécriture en espagnol pour les besoins du film Une employée Modèle de Jacques Otmezguine , film sorti en salle en 2003, avec François Berléand comme acteur principal. 
Pierre Bachelet fera appel à GINO BACI pour interpréter "Elle est d'ailleurs" qui deviendra pour les besoins du film, "I YO", chanson qui figurera au générique de fin du film.
La chanson est également reprise, en 1997, par Gérard Lenorman sur l'album Les plus belles chansons françaises - 1980 (publié par les éditions Atlas), en 2011, par Francis et ses peintres et Philippe Katerine, sur l'album 52 reprises dans l'espace et, en 2024, sur l'album Imposteur de Julien Doré, en titre bonus de la version "dorée". 